# Zouk al Khrab
Zouk al Khrab (arabe : ذوق الخرب) est un village libanais situé dans le caza du Metn au Mont-Liban. La population est presque exclusivement chrétienne.